# 根本说一切有部毗奈耶破僧事
《根本说一切有部毗奈耶破僧事》，是佛教律藏中，根本說一切有部律藏
的一部份，共二十卷，由唐代高僧义净譯出。
根本说一切有部是佛教部派之一，佛灭后三百年，由部派佛教上座部所分出，“毗奈耶”是律藏的音譯，规定戒律之典籍。此書記述释迦牟尼佛的祖先王統，入胎出生，早年生活，出家成道，早期傳教等事。因特別記載了提婆达多破壞僧團之事，故得此名。